# Кязим Карабекир (квартал в Багджълар)
„Кязим Карабекир“ (на турски: Kazım Karabekir) е квартал на Истанбул, разположен в околия Багджълар. Общата му площ е 0,50 км2. Според данни на Адресната система за регистриране на населението (ABPRS) към 2023 г. населението на „Кязим Карабекир“ е 26 879 жители.